# Yên Thắng, Lục Yên
Yên Thắng là một xã thuộc huyện Lục Yên, tỉnh Yên Bái, Việt Nam.

## Địa lý
Xã Yên Thắng nằm ở phía bắc huyện Lục Yên, có vị trí địa lý:
- Phía đông giáp xã Minh Xuân
- Phía tây giáp xã Tân Lĩnh
- Phía nam giáp thị trấn Yên Thế
- Phía bắc giáp xã Mai Sơn.

Xã Yên Thắng có diện tích 14,47 km², dân số năm 2019 là 4.598 người, mật độ dân số đạt 318 người/km².

## Lịch sử
Ngày 12 tháng 2 năm 1987, Hội đồng Bộ trưởng ban hành Quyết định 15-HĐBT về việc thành lập thị trấn Yên Thế trên cơ sở tách 439,40 ha diện tích tự nhiên với 1.744 nhân khẩu của xã Yên Thắng.
Sau khi điều chỉnh, xã Yên Thắng còn 1.394,99 ha diện tích đất tự nhiên với 2.168 nhân khẩu.
Ngày 24 tháng 12 năm 2003, Chính phủ ban hành Nghị định 167/2003/NĐ-CP về việc điều chỉnh địa giới hành chính mở rộng thị trấn Yên Thế trên cơ sở sáp nhập 850 ha diện tích tự nhiên và 1.558 nhân khẩu của xã Yên Thắng.
Sau khi điều chỉnh địa giới hành chính mở rộng thị trấn Yên Thế, xã Yên Thắng còn lại 1.548 ha diện tích tự nhiên và 4.274 nhân khẩu.